# Морна
 Тази статия е за музикалния жанр.  За селото в Северна Гърция вижте Скотина (дем Катерини).  
Мо̀рна (на кабовердиански: morna, [ˈmɔɾnɐ]) е жанр в популярната музика и танци на Кабо Верде.
Развил се на фолклорна основа от XVIII век насам, днес той е смятан за националната музика на страната. Жанрът се характеризира с песни, обикновено на кабовердиански, с инструментален съпровод най-често на китара, цигулка, ребек, кавакиньо, кларинет, акордеон, пиано. Морна придобива международна известност в края на XX век с изпълненията на популярната певица Сезария Евора.
През 2019 година морна е включен в списъка на ЮНЕСКО на нематериалното културно наследство.